# Хондзьо Тасуку
Тасуку Хондзьо (яп. 本庶 佑, Honjo Tasuku; нар. 27 січня 1942, Кіото, Японія) — японський учений-імунолог. Праці з молекулярної ідентифікації цитокінів (Інтерлейкін 4, Інтерлейкін 5) і білка PDCD1. Лауреат Нобелівської премії з фізіології або медицини 2018 року спільно з американським дослідником Джеймсом Еллісоном.

## Нагороди та визнання
- 1978:Премія молодому науковцю, (Японське біохімічне товариство)
- 1981:Премія Хидей Ногучі
- 1981:Премія Асахі[en]
- 1984:Осакська наукова премія[ja]
- 1988:Медична премія Такеда[ja]
- 1993:Премія Вехара[ja]
- 1996:Імператорська премія Японської академії наук[en]
- 1996:Премія Японської академії наук[en]
- 2001:член Національної Академії Наук США[6]
- 2003:Член Леопольдини[7]
- 2005:член Академія наук Японії[8]
- 2012:Премія Роберта Коха[en]
- 2013:Орден Культури[en]
- 2014:Премія Тан
- 2014:Премія Вільяма Колі[en]
- 2016:Премія Кіото[9]
- 2016:Премія Кейо[en]
- 2016:Thomson Reuters Citation Laureates[10]
- 2017:Премія фундації Воррена Альперта[en]
- 2018: Нобелівська премія з фізіології або медицини[5]

## Нобелівська премія
У 2018 році Нобелівську премію з фізіології або медицини присудили імунологам Джеймсу Еллісону та Тасуку Хондзьо за новий підхід до терапії раку. В основі методу — дослідження з підсилення активності імунної системи людини для боротьби з онкологічними захворюваннями без використання радіо- або хіміотерапії. Новий підхід вони назвали «імунною чекпойнт блокадою». 